# 끼다오펫 누후앙
끼다오펫 누후앙(라오어: ກິດາວເພັດ ໜູຫ່ວງ 1972년 7월 17일 ~ 2020년 5월 9일)는 라오스 남자 가수이다. 라오스 캄무안도 출신이었다. 1995년에 가수로 업계에 들었다. 2020년 5월 9일 신부전으로 사망했다.

## 음악 작품

### 앨범
- Sao Se Bang Fai (ສາວເຊບັ້ງໄຟ)
- Jee Hoy (ຈີ່ຫອຍ)[2][5]
- Miea Mak Phay (ເມຍມັກໄພ້)
- Kee Mo (ຂີ້ໂມົ້) (Ft. 픙 랏싸미)
- Sao Mak Nao bao Na Wang (ສາວຫມາກນາວ ບ່າວນາວາງ) (Ft. 픙 랏싸미)
- Loak Ya La Faen (ເລີກຢາລາແຟນ)
- Diao Ai Kor Tham Jai Dai (ດຽ໋ວອ້າຍກັທຳໃຈໄດ້) (Ft. 프랑 붑파)